# Vaisakhi
Vaisakhi (en panjabi ਵਿਸਾਖੀ, en hindi बैसाखी, vaisākhī, també escrit Baisakhi o Vasakhi) és una festivitat de la religió dels sikhs que marca el principi del nou any solar. Es tracta d'una antiga festa de la collita de la regió del Panjab que marca també l'inici d'un nou període de les collites (la dels conreus de l'estació relativament freda). Aquesta festa s'escau en el primer dia del mes solar baisakh dins del calendari Nanakshahi, que correspon al dia 14 d'abril del calendari gregorià. En el sikhisme, és una de les festes més significatives del seu calendari, commemora l'establiment del Khalsa a Anandpur Sahib el 1699, pel desè guru sikh, Gobind Singh. Aquest dia també s'aplica com el principi de l'any solar en el calendari hindú al Nepal i a l'Índia a Kerala, Orissa, Bengala occidental i algunes altres regions.